# Un jour et demi
Pour les articles homonymes, voir Un jour.
Pour plus de détails, voir Fiche technique et Distribution.
Un jour et demi (En dag och en halv) est un film à suspense  suédois écrit et réalisé par Fares Fares et sorti en 2023.
Fares Fares, qui joue également l'un des rôles principaux, a également écrit le scénario avec Peter Smirnakos. Le tournage du film, basé sur des événements réels, a commencé en mai 2022,.
Le film sort sur le service de streaming Netflix le 1er septembre 2023.

## Action
Le film raconte l'histoire d'Artan qui prend en otage son ex-femme Louise dans le but de pouvoir retrouver sa fille. Ils se lancent dans un road trip à travers la campagne suédoise tout en ayant la police à leurs trousses,.

## Fiche technique
- Titre original : En dag och en halv
- Titre français : Un jour et demi
- Réalisation : Fares Fares
- Scénario : Fares Fares, Peter Smirnakos
- Photographie : Marianne Bakke
- Montage : Linda Jildmalm
- Musique :
- Costumes : Denise Östholm
- Production : Christina Legkova, Hanna Lundmark
- Sociétés de production :
- Direction artistique : John Rang-Schmidt
- Pays de production : Suède
- Langue originale : suédois
- Format : couleur
- Genre : à suspense
- Durée : 94 minutes
- Dates de sortie[4] :
  - Netflix : 1er septembre 2023 (internet)

## Distribution
- Fares Fares (VF : Raphaël Cohen) : Lukas
- Alma Pöysti (VF : Edwige Lemoine) : Louise
- Alexej Manvelov (VF : Anatole de Bodinat) : Artan
- Annika Hallin (VF : Alexandra Gosset) : Dr. Gardelius
- Stina Ekblad : Wanja
- Alec Toselli : le policier à la radio (voix)
- Johni Tadi (VF : Julien Mior) : le docteur Yakoub
- Annica Liljeblad (VF : Pauline de Meurville) : Anna
- Suanne Braun : Anna (voix)
- Bengt C.W. Carlsson : Stefan

 Source et légende : version française (VF) sur RS Doublage